# Циклон Идаи
Циклон Идаи (енгл. Cyclone Idai) био је најјачи тропски циклон који је погодио Мозамбик од Јоквеа током 2008. године. Десети именовани и рекордни седми најјачи тропски циклон сезоне 2018/19. на југозападном Индијском океану, Идаи, створио се од тропске депресије која се формирала од источну обалу Мозамбика 4. марта. Депресија је изазвала клизиште у поменутој земљи касније тог дана и наставила да као тропски циклон прелази преко копна. Дана 9. марта, депресија се поново појавила у Мозамбичком каналу и наредног дана постала је умерена тропска олуја Идаи. Распао се 21. марта 2019. године.
Систем који је отпочео рапидну интенсификацију, досегао је првобитни максимални интензитет као јаки тропски сиклон са ветровима од 175 km/h (110 mph) дана 11. марта. Идаи је потом почео да слаби због надолазећих структурних промена у својој унутрашњости, те спао на интензитет тропског циклона. Идаијев интензитет остао је исти око један дан, после чега се почео поново појачавати. Дана 14. марта, Идаи је досегао максималан интензитет уз максималне постигнуте ветрове од 195 km/h (120 mph) и минимални централни притисак од 940 hPa (27,76 inHg). Идаи је потом почео да слаби како се приближавао обали Мозамбика, због мање погодних услова. Дана 15. марта, Идаи је изазвао клизиште у близини Бејре, као јаки тропски циклон.
Идаи је покренуо јаке ветрове и изазвао тешке поплаве на Мадагаскару, у Малавију и у Зимбабвеу — поред Мозамбика. Убио је 958 особа — 589 у Мозамбику, 415 у Зимбабвеу, 60 у Млавију и 1 у Мадагаскару — те погодио још више од 3 милиона.